# دروز بلغراد
دروز بلغراد - حكاية حنا يعقوب هي رواية تاريخية لربيع جابر، تتناول الرواية وضع لبنان بعد مجازر 1860 في جبل لبنان، وهي حادثة واقعية جرى فيها نفي 550 درزياً إلى بلغراد وطرابلس الغرب في القرن التاسع عشر. حازت على جائزة البوكر العربية سنة 2012.

## الحبكة
تحكي الرواية قصة حنا يعقوب، وهو رجل مسيحي من بيروت، مهنته بيع البيض، كان يتواجد صدفة على أرصفة المرفأ عندما أُقتيد مجموعة من المتقاتلين الدروز، نتيجة للحرب الأهلية في جبل لبنان بينهم وبين الموارنة والتي اندلعت سنة 1860، فاصدر الفرمان العثماني قرار بترحيل 550 درزياً إلى سجون المملكة في بلاد البلغار، عقاباً لهم على اعتدائهم على المسيحيين الموارنة. وتم شمل حنا يعقوب معهم، حيث تم نفيه واقتياده بالبحر إلى قلعة بلغراد عند تخوم الإمبراطورية العثمانية، بدلا من شخص آخر أطلق سراحه بعدما دفع والده رشوة للضابط العثماني. وتدور الرواية حول معاناة حنا وبقية السجناء على امتداد 12 سنة من السجن في بلغراد وغيرها من بلاد البلقان.
أعقب هذه الرحلة الكثير من المعاناة. منهم من قضى نحبه في قلعة بلغراد وآخرين في الصِّرب والجبل الأسود وبريشتنيا، وبسبب الطبيعة القاسية. ومع هذا فإن سجن وحَّد المتنافرين، فهؤلاء الذين كانوا يقاتلون فيما بينهم، ما أن وضعوا في مكان واحد حتى تآلفوا، وهو جوهر الحادثة التاريخية.
وفي الوطن، تحكي الرواية عن زوجة حنا يعقوب 'هيلانة قسطنطين' وابنتهما بربارة، وكيف أثر غياب الزوج منذ خرج في الصباح بسلة البيض دون أن يعود على مدار اثني عشر عاماً، وكيف جاهدت الزوجة، وقاومت كل المنغصات على أمل واحد هو أن يعود الزوج.

## السرد
جاء بناء الحكاية على نمط التوازي بين الحكايتين: المعتقلين في المنفى، وحكاية الزوجة، وقد قام راوٍ واحد بروي الحكايتين، وهو الراوي العليم، حيث يحيط بالحدث في جميع الأمكنة، وإن كان في بعض الأحيان يترك السَّرد للشخصية بضمير الأنا.

## النقد
اعتبر نقاد لجنة تحكيم جائزة البوكر العربية أن هذه الرواية هي: 

## وصلات خارجية
- 'دروز بلغراد' لربيع جابر : أوجاع الحرب والشتات  نسخة محفوظة 5 مايو 2012 على موقع واي باك مشين. ممدوح فرَّاج النَّابي.
- ربيع جابر يقرأ فصولاً من روايته دروز بلغراد
- آراء القراء على موقع أبجد حول رواية دروز بلغراد
- الرواية pdf